# Gyula Grosics
Gyula Grosics [ˈɟulɒ ˈɡroʃiʧ] (ur. 4 lutego 1926 w Dorog, zm. 13 czerwca 2014 w Budapeszcie) – węgierski piłkarz, bramkarz i członek „Złotej Jedenastki” reprezentacji Węgier w latach 1950. Rozegrał w niej 86 spotkań.
Przyszedł na świat jako syn ślusarza, dorastał w górniczej osadzie Dorog. Początkowo grał na pozycji prawoskrzydłowego, jednak w swoim pierwszym profesjonalnym meczu zagrał na bramce. Nazywany „czarną panterą” (A fekete párduc) od koloru stroju bramkarskiego, który zakładał na mecze. Był typem piłkarza „sweeper – keeper” – często grał jako dodatkowy, ostatni obrońca swojego zespołu. W 1949 stał się ofiarą intrygi. Dostał fikcyjną propozycje opuszczenia kraju. Węgierski związek piłkarski zawiesił go na rok. Wziął udział w trzech mundialach (1954, 1958 oraz 1962). Karierę zakończył w 1962.
Następnie jako trener prowadził Dorogi FC oraz drużyny w Kuwejcie, bez sukcesów. W Budapeszcie otworzył salon mody. W 1979 objął pierwszoligowe Volán SC. Podczas przemian demokratycznych na Węgrzech przystąpił do Forum Demokratycznego. W ostatnich latach życia Grosics mieszkał w Budapeszcie.

## Kariera reprezentacyjna
20 sierpnia 1947 zadebiutował w meczu z Albanią, wygranym przez Madziarów 2:0. Szczytowy okres formy osiągnął podczas igrzysk olimpijskich w 1952. 25 listopada 1953 wziął udział w wygranym przez reprezentację Węgier meczu z Anglią. W ojczyźnie futbolu, na Wembley, Madziarzy pokonali Anglików 6:3. Przed mistrzostwami świata 1954, drużyna węgierska, określana jako Złota jedenastka była uznawana za faworytów. Na początku turnieju wszystko szło po myśli trenera Gustáva Sebesa, jednak w finale mimo prowadzenia 2:0 Węgrzy przegrali z RFN 2:3. Było to wielkie rozczarowanie. Grosics obwiniał kolegów za porażkę, zarzucając im samolubstwo. Podczas mistrzostw świata 1958 Węgrzy nie dotarli nawet do ćwierćfinałów. W 1962 w Chile, po kolejnych nieudanych mistrzostwach (Węgrzy przegrali w ćwierćfinale z Czechosłowacją), Grosics zakończył reprezentacyjną karierę. Jego ostatnim meczem było spotkanie z Jugosławią w październiku 1962.